# Марусі (станція метро)
«Марусі» (грец. Μαρούσι) — станція Афінського метрополітену, в складі Афіно-Пірейської залізниці. Розташована на відстані 23 457 метрів від станції метро «Пірей». Як станція метро була відкрита 1 вересня 1957 року. На станції заставлено тактильне покриття.